# Amtsgericht Rogasen
Das Amtsgericht Rogasen war ein preußisches Amtsgericht mit Sitz in Rogasen (Provinz Posen).

## Geschichte
Das königlich preußische Amtsgericht Rogasen wurde mit Wirkung zum 1. Oktober 1879 als eines von neun Amtsgerichten im Bezirk des Landgerichtes Posen im Bezirk des Oberlandesgerichtes Posen gebildet. Der Sitz des Gerichtes war Rogasen. Sein Gerichtsbezirk umfasste den Kreis Obornik ohne die Teile, die dem Amtsgericht Obornik zugeordnet waren. Am Gericht bestanden 1880 drei Richterstellen. Das Amtsgericht war damit ein mittelgrößeres Amtsgericht im Landgerichtsbezirk. Gerichtstage wurden in Murowana-Goslin und Polajewo gehalten. Der Amtsgerichtsbezirk kam aufgrund des Versailler Vertrages 1919 zu Polen, und das Amtsgericht stellte seine Arbeit ein. An seine Stelle trat das polnische Sąd Powiatowy w Rogoźnie. Im Jahre 1939 wurde Polen deutsch besetzt. Im Rahmen der Neuorganisation der Gerichte in Ostdeutschland und im ehemaligen Polen wurden das Amtsgericht Rogasen neu gebildet und erneut dem Landgericht Posen zugeordnet.
Im Jahre 1945 wurde der Amtsgerichtsbezirk unter polnische Verwaltung gestellt, und die deutschen Einwohner wurden vertrieben. Damit endete auch die Geschichte des Amtsgerichtes Rogasen.